# 24 (فلم)
24 هو فيلم من نوع خيال علمي وإثارة أُصدر في 2016. الفيلم من إنتاج 2D Entertainment ‏، ومن توزيع إروس إنترناشيونال، وهو من إخراج وسيناريو فيكرام كومار.

## القصة
تقع أحداث الفيلم في تاميل نادو.

## طاقم التمثيل
- سورايا
- سامانثا روث برابهو
- نيثيا مينين
- سارانيا بونفانان
- أجاي
- جيريش كارناد
- موهان رامان
- سودها

## الإنتاج
موسيقى الفيلم التصويرية كانت من تأليف أي.أر. رحمان.

## الاستقبال

### الجوائز والترشيحات
حصل الفيلم على جائزتين في حفل توزيع جوائز Vikatan لعام 2017 - أفضل مؤثرات بصرية لجوليان تروسيليار وأفضل إخراج فني لأميت وسوبراتا. فاز بجائزتين - أفضل تصوير سينمائي وأفضل تصميم إنتاج - في حفل توزيع جوائز الفيلم الوطني رقم64 

## وصلات خارجية
- مقالات تستعمل روابط فنية بلا صلة مع ويكي بيانات